# Rudnik urana Rössing
Predloga:Infobox mine
Rudnik urana Rössing v Namibiji je najdlje v obratovanju in eden največjih rudnikov urana v odprtem kopu na svetu. Je v puščavi Namib v bližini mesta Arandis, ki je 70 kilometrov oddaljen od obalnega mesta Swakopmund. Uran so odkrili leta 1928. Rudnik Rössing je začel delovati leta 1976 in leta 2005 proizvedel 3711 ton uranovega oksida ter postal peti največji proizvajalec urana z 8 odstotki svetovne proizvodnje. Namibija je četrti največji izvoznik urana na svetu. 
V obdobju apartheida je bil rudnik urana Rössing žarišče mednarodne kritike in protestov proti apartheidu in jedrskim skupinam predvsem v Evropi.  Poročila o tem, da naj bi se preusmeril v Iran, katerega vlada ima v lasti 15-odstotni delež v rudniku prek svoje iranske zunanje investicijske družbe, je uprava rudnika zanikala in trdila, da je delež pasiven. 

## Rudarjenje

### Ozadje
Uran je bil odkrit v puščavi Namib leta 1928, vendar so se raziskovanja začela šele ob koncu 1950-ih. Rössing je največji od treh rudnikov urana v Namibu, preostala sta Langer Heinrich, ki ga upravlja Paladin, in Husab (v gradnji) v kitajskem lastništvu. Proizvodna zmogljivost odprtega kopa rudnika je 4500 ton. 

### Pridobivanje
Rössing je v glavnem nizkostopenjska ruda (v povprečju manj kot 0,045 %, svetovno povprečje je 0,15 %). Proizvodnja 1000 ton uranovega oksida zahteva obdelavo treh milijonov ton rude. Leta 2005 so nakopali in odpeljali iz odprte jame v predelovalni obrat 19,5 milijona ton kamnine. Od tega je 12 milijonov ton vsebovalo uran, ki so zahtevale 226.276 ton kisline za predelavo v rumene pogače, koncentrat urana v prahu, ki je osnova za gorivo jedrskih reaktorjev.
Srce rudnika je več kot 300 metrov globoka odprta jama. Uran pridobivajo z vrtanjem in miniranjem, ruda se naklada z dozerji na ogromne tovornjake (Komatsu 730 E), vsak ima nosilnost 180 ton, ki prepeljejo kamnino v predelovalni obrat.
Obstaja bojazen, da sol in uran iz rudnika ogrožata kmetijsko pridelavo na območju reke Swakop. Rössing v zvezi s tem sodeluje z namibijskimi kmeti. 

### Lastništvo
69 % delnic v rudniku ima v lasti skupina Rio Tinto, 15 % vlada Irana (kupljene leta 1976), 10 %  IDC iz Južne Afrike, 3 % namibijska vlada (ima 51-odstotno glasovalno pravico) in 3 % lokalni posamezni delničarji.  Čeprav je delni lastnik Iran, kar je bil vzrok za polemike v letih 1970 in 1980, je namibijska vlada – na oblasti od leta 1990 – zanikala oskrbo Irana z namibijskim uranom, ki bi se lahko uporabljal za izdelavo jedrskega orožja. 

### Upravljanje
Rio Tinto Rössing Uran je eden največjih delodajalcev v regiji Erongo v Namibiji. Leta 2005 je bilo v rudniku zaposlenih okoli 800 ljudi, od tega 96 % Namibijcev. 160 jih je delalo v odprti jami, 186 v predelovalnih obratih, 267 je inženirjev in 200 administrativnega osebja. Skupno število zaposlenih v letu 2012 se je povečalo na 1528  z dodatnimi 780 delovnimi mesti, predvidenimi s podizvajalci. Leta 2013 so morali odpustiti 276 zaposlenih. Večina delavcev živi v rudarskem naselju Arandis ali v najbližjem Swakopmundu. Nekateri kritiki so trdili, da je v rudniku rasno razlikovanje, da so temnopolti delavci zapostavljeni (značilno za obdobje apartheida v podjetju), da so ostri disciplinski ukrepi, slabe stanovanjske razmere v Arandisu in nizke plače. Tudi z bistvenimi izboljšavami v 90-ih po namibijski neodvisnosti sindikati še vedno trdijo, da so temnopolti delavci v slabšem položaju. 
Za leti 2006 in 2007 je uprava rudnika napovedala naložbo v višini približno 112 milijonov ameriških dolarjev predvsem v rudarsko opremo, kot so tovornjaki in dozerji, pa tudi za posodabljanje predelovalnih obratov. Glavni cilj je bil povečati proizvodnjo uranovega oksida, da bi dosegli načrtovano zmogljivost rudnika, to je 4000 ton. Širitveni načrti naj bi podaljšali življenjsko dobo rudnika vsaj do leta 2016. Dokazane in verjetne rezerve urana so 100.000 do 220.000 ton, kar kaže na možnost za podaljšanje življenjske dobe rudnika za nekaj nadaljnjih desetletij. 

## Turizem
Rudnik je mogoče obiskati dvakrat v mesecu v organizaciji Swakopmundskega muzeja. Obisk vključuje prihod in odhod, podrobno razlago postopkov in na koncu še obisk velike odprte jame.